# Gertrude Weaver
Gertrude Tonpon Weaver, nata Gaines (Lafayette County, 4 luglio 1898 – Camden, 6 aprile 2015), è stata una supercentenaria statunitense.
È vissuta 116 anni e 276 giorni considerata per soli cinque giorni come la donna vivente più longeva del mondo dal 1º aprile 2015 fino alla sua morte.
Alla sua morte, Jeralean Talley divenne la persona più anziana del mondo fino al giugno dello stesso anno, quando morì all'età di 116 anni e 25 giorni.
Gertrude al momento occupa il diciassettesimo posto nella lista delle persone più longeve di sempre, tra quelle documentate con certezza.

## Biografia
Gertrude Weaver nacque a Lafayette County, in Arkansas, figlia di Charles Gaines e Ophelia Jeffreys, che erano mezzadri afroamericani. I genitori, all'epoca della nascita di loro figlia, avevano rispettivamente 37 e 32 anni. Sposò Gennie Weaver il 18 luglio 1915 ed ebbe da lui quattro figli. Nel 1969 morì suo marito. Al 116º compleanno nel 2014 suo figlio Joe aveva 93 anni e ne compì 94 il giorno dopo la morte di sua madre.
A 104 anni, nel 2002, si trasferì in una casa di cura e di riabilitazione in Arkansas dopo essersi rotta l'anca. Con la riabilitazione, si riprese dall'infortunio e tornò a casa aiutata da sua nipote. A 109 anni tornò nuovamente nella casa di cura e di riabilitazione di Silver Oaks. La sua salute diminuì dopo il suo 115º compleanno, ma lasciò comunque la sua stanza per i pasti e le attività nella casa di riposo.
Weaver non ha mai sofferto di problemi di salute cronici tipici della sua età, dormì senza mai problemi, non consumò mai alcoolici e mai fumò. Dichiarò all'Associated Press che tre fattori contribuivano alla sua longevità, ovvero il confidare nella religione, lavorare e amare tutti. Aggiunse poi un altro fattore, asserendo che fare del proprio meglio durante la vita può contribuire alla longevità.
Il 1º aprile 2015, a seguito della morte della giapponese Misao Okawa, divenne decana dell'umanità.
Il 6 aprile 2015, Gertrude morì a causa di una polmonite all'età di 116 anni. Era la quarta persona ancora in vita nata durante l'Ottocento e la terza americana ancora viva nata prima del 1900.